# Bagatela
Bagatela é um termo utilizado para designar que é algo de pouco valor ou de pouca importância. Em música, é usado para se referir a uma composição musical breve, de carácter ligeiro e despretensioso, não sujeita a um plano formal concreto, normalmente para ser tocada ao piano. É típica do Romantismo.
A expressão provém de bagattella, termo de língua italiana que significa "coisa sem importância". A palavra se formou, em italiano, a partir do baixo latim baga (pequeno fardo ou trouxa).
En 1717, o Livro II, 10ª ordem para cravo, de François Couperin, foi intitulado Les Bagatelles. No século XIX, o compositor Ludwig van Beethoven retoma essa forma musical, com as «Sete Bagatelas para Piano» (1801-2, op. 33); a famosa «Bagatela para piano ‘Für Elise’», em lá menor (1808-1810, WoO 59),  mais conhecida como  'Pour Elise'; a «Bagatela em si bemol maior» (1818, WoO 60); as «Onze Bagatelas para Piano» (1794 e 1820-2, op. 119) e as «Seis Bagatelas para Piano» (1824, op. 126).
No Brasil, lembremos das "Cinco Bagatelas para piano" (op. 178), do compositor paulista Amaral Vieira.